# Tramway de Forbach
 (décembre 2021).
Si vous disposez d'ouvrages ou d'articles de référence ou si vous connaissez des sites web de qualité traitant du thème abordé ici, merci de compléter l'article en donnant les références utiles à sa vérifiabilité et en les liant à la section « Notes et références ».
L'ancien tramway de Forbach reliait la ville de Forbach en Lorraine aux villes frontalières situées à la frontière entre la Lorraine et la Prusse.
La petite ville de Forbach, dans le département français de la Moselle, a appartenu jusqu'en 1919 à l'Alsace-Lorraine. Elle était desservie depuis 1851 par une ligne de chemin de fer la reliant à Metz et depuis 1852 à Sarrebruck. La gare de Forbach était desservie quotidiennement tant par des trains rapides que par des omnibus.

## Histoire
Au début du XXe siècle, il apparut nécessaire de densifier le réseau de chemins de fer. La ville de Forbach, qui comptait alors environ 9 000 habitants, fit construire un réseau de tramway électrique par  l'entreprise Felten & Guillaume-Lahmeyer, de Francfort. Le réseau pris le nom allemand de Straßenbahn Forbach.
La ligne construite débutait à la gare de Forbach et se dirigeait vers l’ouest et le quartier de Marienau, où se trouvait le dépôt, jusqu’à Petite-Rosselle (située à environ six kilomètres). Non loin se trouvait à Großrosseln, au-delà de la frontière, le terminus d’une ligne de tramway en provenance de Völklingen.
Vers l’est, la ligne se dirigeait vers Stiring-Wendel, situé à environ trois kilomètres.
Les deux sections furent ouvertes le 31 mars 1911. À elles deux, les deux sections, construites à voie métrique, se développaient sur une longueur de 8,6 km. Le parc de matériel roulant comportait à l'origine sept automotrices et quatre remorques, mais il a été progressivement étendu à neuf automotrices et à huit remorques.
Après la réintégration de l'Alsace-Moselle dans la République française en 1919, le chemin de fer a été rebaptisé Tramways de la Ville de Forbach (TVF).
Le 8 juin 1930, la branche orientale du réseau est prolongée jusqu'à La Brême d'Or. Depuis 1929, ce quartier frontalier était par ailleurs proche du terminus de la ligne 7 du réseau des tramways de la vallée de la Sarre (Gesellschaft für Straßenbahnen im Saartal),
Lorsque la Lorraine fut placée sous administration allemande pendant la Seconde Guerre mondiale, le  Reichskommissar du CdZ-Gebiet Lothringen ordonna à l'automne 1940 que le tramway de la ville de Forbach, considérée comme banlieue de Sarrebruck, soit intégrée au réseau de tramways de cette ville.
Après qu'une liaison a été créée à la Brême d'Or entre les deux réseaux, la ligne reliant la gare centrale de Sarrebruck à celle de Forbach via Stiring-Wendel pris l'indice E, puis le numéro 11 à compter du 10 avril 1941. Simultanément fut créée une ligne 12 reliant la gare centrale de Sarrebruck à Petite-Rosselle, mais cette ligne fut réduite dès le 20 avril 1942 à la liaison Forbach — Petite-Rosselle.
En raison de l'approche des troupes alliées, l'exploitation du réseau de tramways à Forbach fut interrompue, temporairement le 6 octobre 1944 et définitivement le 28 novembre 1944. Les dommages de guerre furent tels qu'il fut décidé, le 28 novembre 1945, de ne pas reconstruire le réseau de tramways, mais d'y substituer dans un premier temps un réseau de bus avant de mettre en place un réseau de trolleybus.
Le 19 mai 1951, quatre trolleybus de marque VETRA ont été mis en service sur la ligne Petite-Rosselle — Forbach — La Brême-d'Or. Le réseau de Völklingen a également procédé, le 19 avril 1959, à la transformation en trolleybus de sa ligne vers Großrosseln, dont la boucle de retournement se trouvait en territoire français. L'exploitation de cette ligne a pris fin le 4 juin 1967 ; celle de Forbach le 1er novembre 1969.
Aujourd'hui, le réseau de Forbach est constitué de dix lignes de bus urbaines et d'une ligne de bus interurbaine desservant Sarrebruck.